# Julia Matijass
Julia Matijass (n. 22 septembrie 1973, Lyubinsky (urban-type settlement)⁠(d), RSFS Rusă, URSS) este o sportivă ce a reprezentat Germania, medaliată olimpică. A participat la o ediție a Jocurilor Olimpice (2004) în care a câștigat o medalie de bronz.

## Participări
Lista de mai jos prezintă principalele competiții la care a participat Julia Matijass de-a lungul carierei.
- judo at the 2004 Summer Olympics – women's 48 kg[*]